# Концерн Стирол
ПАО «Концерн Стирол» — украинский производитель минеральных удобрений, предприятие химической промышленности Украины, расположенное в Горловке Донецкой области.

## Производство
Концерн «Стирол» поставляет на рынок 3 % мирового экспорта аммиака и карбамида, полимерных материалов и изделий из них. В сентябре 2010 года «Концерн СТИРОЛ» вошёл в состав холдинга Ostchem Holding, который объединяет активы азотной химии Group DF Дмитрия Фирташа. OSTCHEM — холдинг, объединяющий предприятия по производству азотных удобрений: ПАО «Концерн Стирол» (г. Горловка, Донецкая обл.), ПАО «Азот» (г. Черкассы), ПАО «Ривнеазот» (г. Ровно), ЧАО «Северодонецкое объединение Азот» (г. Северодонецк, Луганская обл.).

## История
В 1929 году в рамках первого пятилетнего плана были начаты геолого-изыскательские работы и проектирование завода.
Построенный завод получил название азотно-туковый (АТЗ). С 23 апреля 1933 года завод первым в СССР начал выпуск аммиака, вырабатываемого из коксового газа. В этом году был построен цех № 1, в котором использовалось зарубежные проект и оборудование. Проектная мощность была достигнута через два года. К 1940 году производство аммиака увеличилось в 5, а азотной кислоты — в 30 раз.
После Великой Отечественной войны на АТЗ впервые в СССР был налажен выпуск этилбензола, медицинской закиси азота. Со становлением и развитием органической химии в 1960-е, в строй были введены цехи по производству суспензионного, блочного и вспенивающегося полистирола. В марте 1966 г. было налажено производство гранулированной аммиачной селитры — цех № 3 «А».
4 мая 1966 г. Горловский азотно-туковый завод был награждён орденом Трудового Красного Знамени.
В 1976 г. завод переименован в производственное объединение «Стирол».
На рубеже 70-х — 80-х были введены в эксплуатацию новые крупнотоннажные агрегаты по производству серной кислоты, аммиака, карбамида. Производство аммиака выросло в 3 раза, минеральных удобрений — в 5 раз.
11 января 1981 года был введен в эксплуатацию новый цех по производству неконцентрированной азотной кислоты мощностью 240 тыс. тонн кислоты в год.
В 1988 году ПО «Стирол» начало работу по изменению формы собственности. Акционирование предприятия было прервано в 1991 г. в связи с распадом СССР.
В феврале 1993 г. был зарегистрирован арендный концерн «Стирол».
1 сентября 1995 года было зарегистрировано акционерное общество «Концерн Стирол». Совладельцами предприятия стали работники предприятия, ветераны концерна, юридические лица, граждане Украины и государство. С 1998 года в имуществе предприятия государственной доли нет.
В июле 1994 г. был запущен в работу второй агрегат производства карбамида.
В октябре 1995 г. началось производство карбамидо-аммиачной смеси. Создано совместное украинско-американское предприятие «IBE — Стирол».
В 1996 году открыто новое направление производства: выпуск фармацевтической продукции, которая соответствовала международным стандартам GMP (сертификат от 28 августа 1988 г.) и ISO 9002.
22 октября 2001 г. концерн полностью перешёл на бессточные технологии, и с тех пор в реки Донбасса с территории «Стирола» не поступает ни одного литра сточных вод.
В 2002 г. концерн получил сертификат, которым подтверждается соответствие условий управления природоохранной деятельностью требованиям международного стандарта ISO 14001.
Осенью 2010 года концерн сменил собственника: «Стирол» вошёл в группу активов Дмитрия Фирташа. В настоящее время[когда?] входит в холдинг OSTCHEM, который объединяет крупнейшие отечественные предприятия азотной группы — помимо «Стирола» в него входят ПАО «Азот» (г. Черкассы), ПАО «Ровноазот» (г. Ровно) и ЧАО «Северодонецкое объединение Азот» (г. Северодонецк).

## Деятельность

### Продукция
ПАО «Концерн Стирол» производит: аммиак, карбамид, аммиачную селитру, полистирол, неорганические соли, органические смолы.

### Объемы производства

#### Аммиак
На заводе производится до 4800 тонн аммиака в сутки. Концерн «Стирол» подключен аммиакопроводу «Тольятти-Горловка-Одесса» и может прокачивать в порт Южный (на Одесский припортовый завод) до 2900 тонн аммиака в сутки.

#### Карбамид
Объёмы производимого карбамида достигают 3000 тонн в сутки. Планируется увеличить мощность до 4000 тонн в сутки.

#### Аммиачная селитра
Проектная мощность производства приллированной аммиачной селитры составляет — 710 тыс. тонн в год. На заводе освоен выпуск продукции с использованием магнезиальной добавки.

#### Полистирол
Производство полимерных материалов концерна — единственное на Украине, которое выпускает полистирол (75 тыс. тонн в год).
Завод производит 25 тыс. тонн в год ударопрочного полистирола и полистирола общего назначения (производство ударопрочного полистирола является одним из четырёх, действующих в СНГ) и 50 тыс.тонн в год вспенивающегося полистирола.

#### Неорганические соли
На предприятии налажено производство нитрата натрия (натрий азотнокислый).

#### Органические смолы
«Концерн Стирол» выпускает органические карбамидоформальдегидные смолы.

### Инциденты
- Авария в Горловке (2013)
- 8 мая 2014 года Концерн «Стирол» временно приостанавливает производство. Такое решение было принято в связи с критической ситуацией, которая существует сейчас в Донецкой области и, в частности, в Горловке, для безопасности работников ОАО «Концерн Стирол» и всех жителей региона. Приостановлен выпуск аммиака и его производных: карбамида, селитры и КАС (карбамидо-аммиачная смесь). Также полностью освобождены аммиакохранилища. Всё крупнотоннажное производство, включающее в себя синтез и переработку аммиака, было остановлено после обострения ситуации в регионе. На предприятии нет запасов аммиака и других взрывоопасных веществ[5].
- 9 сентября 2021 года стало известно, что некоторая часть цехов «Стирола» демонтируется и режется на металлолом с целью выплат заработных плат и задолженностей работникам предприятия, имеющего территории ДНР статус «государственного»[6].